# Könsroll

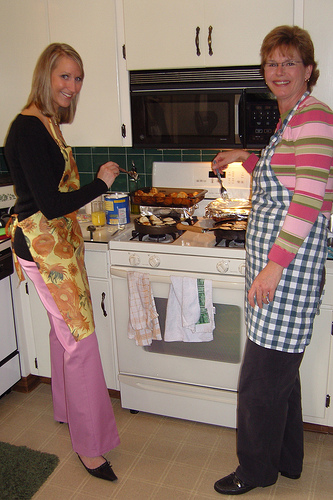
Matlagning i hemmet är en syssla som förknippas med den traditionella kvinnliga genusrollen.

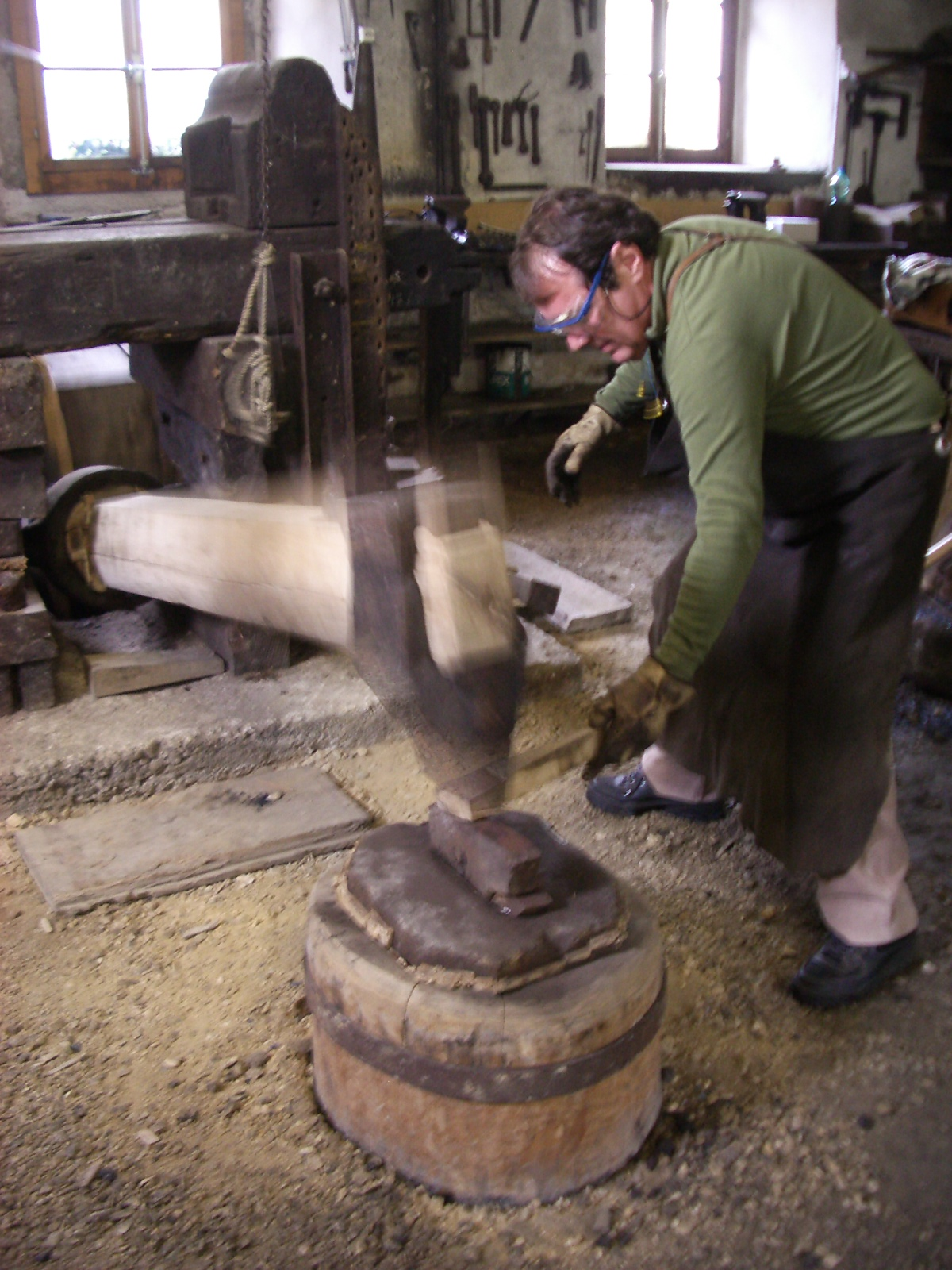
Utpräglat fysiska och mekaniska sysslor förknippas ofta med den traditionella manliga genusrollen.

Könsroller – eller genusroller – syftar på socialt och kulturellt betingade skillnader mellan könen. Skillnaderna kan avse beteenden och värderingar, normer och föreställningar, resurser, makt och prestige. Könsroller är förknippade med ideologier om hur förhållandena mellan könen bör vara. Modern könsforskning betonar att skillnaderna hänger samman med ett samhällsövergripande könsmaktssystem, där det kulturellt betingade könet ofta benämns genus.

## Terminologi, skillnaden mellan kön och genus
Termen genusroll har nyttjats historiskt och har bland annat utvecklats av den amerikanske läkaren och psykoanalytikern Robert Stoller. Han forskade om transsexualism och upptäckte att personers upplevelse av vilket kön de tillhörde inte alltid stämde överens med vilket kön deras kropp såg ut att tillhöra. Alltså att en persons genusroll och genusuttryck inte nödvändigtvis korresponderar till personens biologiska kön.
Inom den engelskspråkiga sfären talar man om sex respektive gender, precis som svenskan skiljer på kön och genus.
| ” | I takt med att genusfrågor blivit mer etablerade inom vetenskaplig forskning och i media, har förvirring associerad med termerna kön och genus minskat. Inom sociologin, är dessa termer nu någorlunda standardiserade och refererar till olika områden. Kön refererar till de biologiska karraktärsdragen som skiljer män och kvinnor. Denna definition lägger tonvikt på män och kvinnors skillnader i termer av kromosomer, atonomi, hormoner, reproduktiva organ, och andra fysiska aspekter. Genus refererar till de sociala, kulturella och psykologiska drag, vilka kopplas till män och kvinnor genom deras specifika sociala kontext. Kön gör oss till män eller kvinnor, genus gör oss maskulina eller feminina. Kön är något som tillskrivs, genom att en person är född med det, medan genus är något som uppnås, till följd av att det måste läras in. | „ |
| – Linda L. Lindsey (Sixth Edition,Gender Roles), Gällande att skilja mellan kön och genus (fritt översatt från engelska) | |   |

Det biologiska könet definieras av vilken typ av könsceller som produceras samt vilken kromosomuppsättning personen har. Kvinnors könsceller kallas ägg medan mäns könsceller kallas spermier. Kvinnor har i regel två homologa könskromosomer (XX) till skillnad från män som oftast har två icke-homologa könskromosomer (XY). Däremot förekommer undantag där en kvinna kan ha kromosomuppsättningen XY och vice versa.  Därför bestäms det biologiska könet nu för tiden enbart av en speciell SRY-gen. SRY står för Sex-determining Region Y och innebär en manlig fosterutvecklingen. Om genen är skadad eller inte finns blir fostret en flicka. SRY-genen ger bland annat upphov till produktionen av könshormoner samt könskörtlar. Det förekommer även individer vilka rent biologiskt befinner sig i gränslandet mellan de gängse dikotomierna, personer som är intersex.

### Kön och genus
När vi idag pratar om uttyck gällande kvinnligt och manligt, talar man idag om en persons genusroll. Förr nyttjades begreppet könsroll. En av flera orsaker till detta är att begreppet "könsroll" upplevdes signalera att kön "bara" var en roll som människor kunde kliva i och ur som de själva vill och önskar. Könsrollsbegreppet ansågs också vara teoretiskt otillräckligt för att förklara maktstrukturer. Gayle Rubin var först med att argumentera för införandet av gender (sv. genus) i feministisk teori.[källa behövs] Hon menade då att gender kunde beskriva relationen mellan könen, istället för att bara beskriva rollerna separat. Hon såg också detta som ett sätt att slippa använda begreppet patriarkat vilket hon upplevde problematiskt eftersom alla samhällen inte är patriarkat. Rubin ansåg att ett samhälle kan vara "könat" och ändå jämställt. Rubin kopplade också ordet gender till formande av sexualiteter (heteronormen).
Den som starkast argumenterat för användningen av genus i svensk kontext är Yvonne Hirdman.
Historikern Yvonne Hirdman skriver i en rapport till Maktutredningen, kallad Genussystemet – Teoretiska funderingar kring kvinnors sociala underordning (1988): ”Jag föreslår att vi med genus sätter namn på den allt mer komplicerade kunskap vi har av manligt och kvinnligt, vår allt större förståelse av hur manligt och kvinnligt görs.”
Förenklat kan man förklara ”Kön” som det biologiska kön man får vid födsel. I detta sammanhang finns bara två kön, man eller kvinna. Det biologiska könet beror främst på könsorgan, hormonproduktion, hormonbalans och uppsättningen av kromosomer.
Genus blev ordet som, så som Hirdman beskrev, skulle beskriva det mer komplexa samspelet mellan det biologiska könet och det sociala- och det kulturella könet. Enkelt beskrivet så är genus det som man brukar kalla det sociala- och kulturella könet. Detta beskriver då hur en persons identitet påverkas av könsnormerna i samhället, så som maskulina eller feminina normer. Översättningen mellan engelskans gender och svenskans genus är dock inte helt oproblematisk. Då gender i engelskan sedan länge varit knutet till kön är genus ett begrepp som i stort sett bara konstruerats för att ersätta ordet "könsroll". Det tog också längre tid för den svenska varianten av begreppet att få fotfäste och det får sägas att i allmänt svenskt tal är könsroll fortfarande ett levande begrepp.

## Historia

### Enkönsmodellen
Från Antiken fram till 1500-talet växte teorin om enkönsmodellen fram. Galenos var en grekisk läkare och anatom, som så många andra under sin epok ansåg att män och kvinnor var olika varianter av samma kön. Könsdelarna var de samma men inåtvända hos kvinnor till skillnad från männens utåtvända. Detta till trots menade man att det fanns skillnader gällande till exempel fysiska förmågor och intellektualitet vilket gjorde kvinnor underordnade i samhället. Med andra ord fanns det två sociala men ett biologiskt kön.

### Tvåkönsmodellen
Mellan 1500-talet och 1700-talet började enkönsmodellen ifrågasättas och man började se könen som varandras motsatser snarare än olika typer av samma kön. Framför allt anmärktes olikheter i skelett, könsorgan och hjärna. Kvinnornas skelett ritades på 1700-talet med bredare bäcken och mindre skallar än männens vilket stödde teorin om att kvinnorna var mindre intellektuella än männen. Senare studier visade däremot motsatsen där kvinnornas kranier var större än männens och man påstod att detta var ett tecken på kvinnors ofullständiga utveckling. Deras stora skallar jämfördes med barns och innebar “incomplete growth” vilket var ett tecken på bristande intellektuell förmåga. Dessa skillnader lade grunden till idén om att kvinnors huvudsakliga uppgift var att föda barn och ha en undanskymd position i samhället.

### Socialdarwinism
Under den senare delen av 1800-talet slog Darwins teorier om det sexuella och naturliga urvalet och de starkaste bäst anpassade i en arts överlevnadsförmåga. Teorierna fick stort inflytande på såväl vetenskap som politik, och ofta anfördes Darwins teorier som bevis för att skillnader i makt och inflytande var naturliga samt en avspegling av evolutionen. Vissa anatomer påstod att de kunde skilja en man från en kvinna genom att undersöka olika strukturer i hjärnan vid obduktion. Att använda evolutionsläran och biologin för att förklara nuvarande sociala skillnader mellan män och kvinnor kallas för socialdarwinism. Det socialdarwinistiska synsättet präglas bland annat av två motsvarande teorier: teorin om dominant hanne och livmoderteorin. Gemensamt för dem är att de tolkar historien och människans utveckling med nutida genusmönster som förebild.
Enligt teorin om sexuell selektion får den starkaste och mäktigaste hannen para sig med flest honor. Utifrån det menar teorin att svaga män har utkonkurrerats och därför är män generellt starkare. Dessutom påstås teorin förklara normen om mäns aggressivitet eftersom hanarna i teorin måste “slåss” om honorna.
Motsvarigheten till teorin om dominant hanne är livmoderteorin. Det naturliga urvalet spelare en roll i teorin och graviditet, amning och småbarnsår innebär att kvinnors intelligens fått annan inriktning än mäns. De har, i och med närheten till barnen, blivit mer relationsinriktade och vårdande. Dessutom anses det att de moderligaste kvinnorna får flest avkommor som överlever.